# Villa Reiners
Die Villa Reiners, auch Buchheimsche Villa und nach 1986 Martha-Schubert-Haus genannt, in Weyhe, Ortsteil Kirchweyhe, Bahnhofstraße 31/33, stammt von 1880.
Das Gebäude steht unter Denkmalschutz (Siehe auch Liste der Baudenkmale in Weyhe).

## Geschichte
860 wurde Weyhe erstmals erwähnt und 1158 die Lester Marsch sowie 1187 die Villicus de Leste.
Das traufständige verklinkerte historisierende Gebäude von 1880 mit Satteldächern, dem reich verzierten Giebelrisalit und dem rundbogigen Eingang wurde im Stil der Gründerzeit als Wohnhaus für die Familie Reiners gebaut.
Es wurde in den 1930er Jahren bis 1935 von dem Arzt Dr. Turner und nach 1945 vom Arzt Dr. Buchheim als Praxis und Wohnung genutzt und dann auch als Buchheimsche Villa bezeichnet.
Das Haus wurde nach Leerstand 1985 von der Gemeinde Weyhe gekauft. Auf dem großen Grundstück baute sie vier weitere Gebäude mit Altenwohnungen und benannte die Sozialstation 2007 als Martha-Schubert-Haus. Schubert (1912–2006) war von 1973 bis 1999 auch die Vorsitzende des Ortsvereins des Deutschen Roten Kreuzes (DRK).